# Syngonanthus mwinilungensis
Syngonanthus mwinilungensis är en gräsväxtart som beskrevs av Sylvia Mabel Phillips. Syngonanthus mwinilungensis ingår i släktet Syngonanthus och familjen Eriocaulaceae.
Artens utbredningsområde är Zambia. Inga underarter finns listade i Catalogue of Life.